# ینو کاروی
ینو کاروی (مجاری: Jenő Károly; ۱۵ ژانویهٔ ۱۸۸۶ – ۲۸ ژوئیهٔ ۱۹۲۶) بازیکن و مربی فوتبال اهل مجارستان بود.
از باشگاه‌هایی که در آن بازی کرده‌است می‌توان به باشگاه فوتبال ام‌تی‌کی بوداپست اشاره کرد.
وی همچنین در تیم ملی فوتبال مجارستان بازی کرده‌است.